# Caissa (vlinder)
Caissa is een geslacht van vlinders van de familie slakrupsvlinders (Limacodidae).

## Soorten
- C. caissa Hering, 1931
- C. gambita Hering, 1931